# Прапор Рудного
Пра́пор Рудного — офіційний символ селища Рудно Львівської області. Затверджений 6 вересня 2007 року рішенням сесії Рудненської селищної ради.
Автор — А. Гречило.

## Опис прапора
Квадратне червоне полотнище, розділене від древка до вільного краю жовтою кроквою, у верхніх кутах — по білому потрійному пагону сосни, внизу — жовта голова лева анфас.

## Зміст
Червоне поле вказує на назву поселення та версію про її походження від "рудих" вод (джерел води з великим вмістом заліза). Соснові пагони свідчать, що селище виникло біля густого соснового лісу. Геральдична кроква у формі літери «Л» та голова лева символізують розташування Рудного біля Львова та адміністративне підпорядкування.